# 成通岡山ビル
成通岡山ビル（せいつうおかやまビル）は、岡山県岡山市北区駅前町にある地上9階地下2階建ての複合型ビル。

## 概要
現在、パチンコチェーン「ハリウッド」を日本各地に展開する地元の「株式会社成通」がビルを所有しており、同社とそのグループ企業も入居している。2007年11月20日に成通岡山ビルとし、B1～4Fが「ビックカメラ岡山駅前店」、2008年2月8日には大和ハウス工業の子会社ダイワロイヤルが運営するビジネスホテル「ダイワロイネットホテル岡山駅前」が5F～8Fにオープンした。

## 沿革

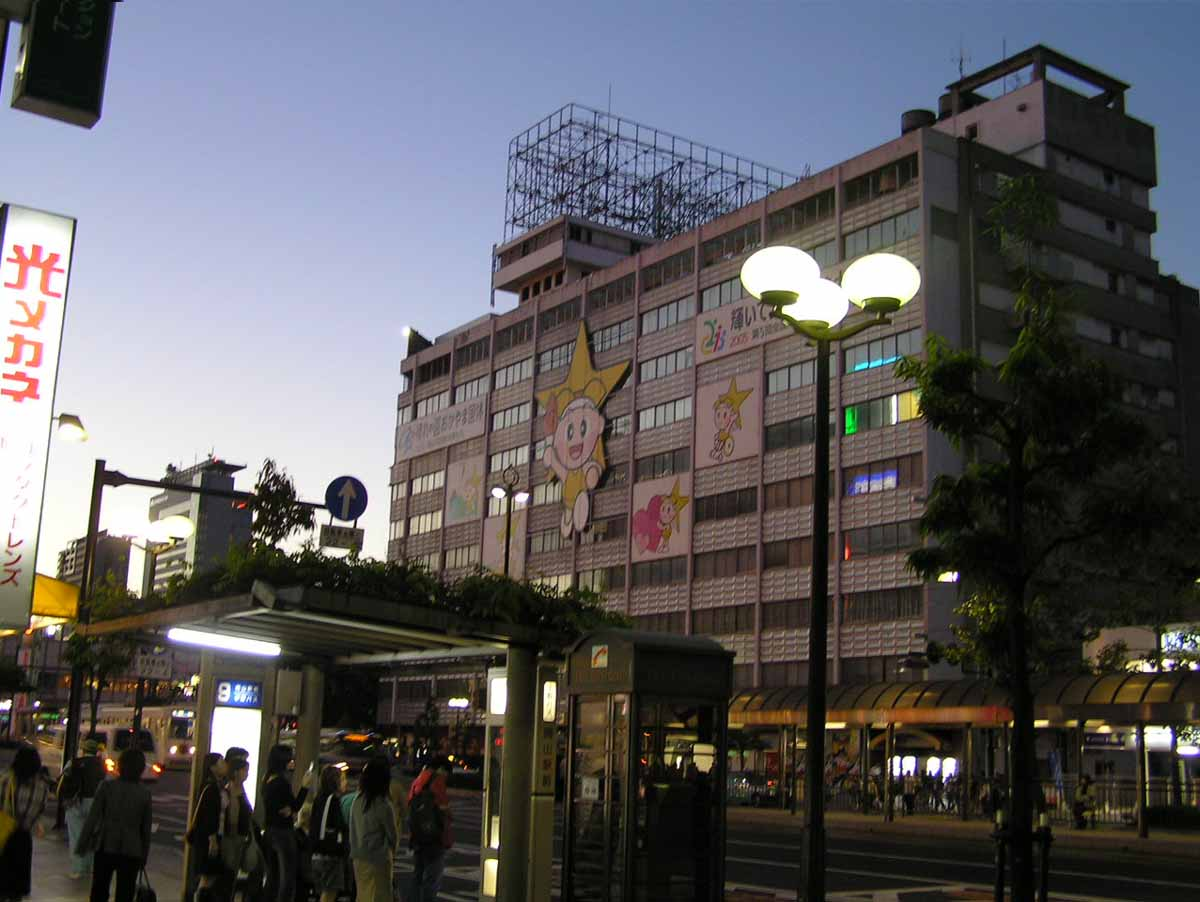
閉鎖中の岡山会館ビル

当ビルは1954年に計画された戦後復興事業・岡山駅前開発の一環として岡山市・岡山県・地元企業の出資する株式会社岡山会館によって建設された。1962年の岡山国体開催に合わせて1961年12月3日に岡山会館ビルとして竣工、当時は西日本随一のマンモスビルといわれ、ホテルニューオカヤマや各種店舗にオフィス等、一時は地元岡山を本社とする「天満屋」も入居していた。それを物語るように全館改装工事に入るまで桃太郎大通り側から地下の商業施設に直接入る階段に「TENMAYA」の文字が残っていた。
その後、1972年の山陽新幹線新大阪～岡山間の開業にあわせ、髙島屋、ダイエー（のちのドレミの街→ICOTNICOT）、マイカル（当時のニチイ・かつての岡山ビブレ）等の大型店や地下街の岡山一番街が周辺に相次いで開業。これらの商業施設との競争が激化し、天満屋撤退後は有力テナントの入居も無くビル自体が衰退していった。そして株式会社岡山会館の倒産により2003年に閉鎖、競売に出され、成通が落札した。
しかし、2005年の晴れの国おかやま国体等の巨大な看板として使われるなどしばらく閉館状態が続いていた。そしてようやくビックカメラ（2007年11月）とダイワロイネットホテル（2008年2月）等の出店が決まり、改装および耐震補強工事のため一時全面閉鎖することになる。また、地階と岡山駅地下改札口の間にあった岡山駅地下三番街は当ビルから電気供給等を受けていたため、こちらも閉鎖に追い込まれることとなった。
旧岡山駅地下三番街は、2008年7月から耐震補強およびリニューアル工事が行われ、衣料品などの新規店舗を導入して、名称を変更の上2009年3月頃を目処に再オープンする予定であったが、たび重なる開業延期の末、2010年6月18日に「ペスカ岡山」として開業した。

## テナント
- B1～4F：ビックカメラ岡山駅前店
- 4F：Apple社製品専用修理受付カウンター、LAVA岡山店（ホットヨガスタジオ）、ミュージックアベニュー岡山店（ヤマハの大人向け音楽教室)[3][注 1]。
- 5F：リゾート岡山店（洋風レストラン）、なべや（居酒屋）、GRAN LUSSO（美容室）

4Fのテナントはビックカメラ内のテナントで、5Fのテナントはホテル内のテナントである。

## 周辺施設
- 岡山駅
- リットシティビル
- ICOTNICOT
- 髙島屋
- 杜の街グレース
- 岡山メルパ

## アクセス
岡山駅東口正面に位置し、南側の桃太郎大通りには岡山電気軌道（路面電車）岡山駅前停留所がある。
岡山駅から行く場合は地下の改札口（在来線のみ）から地下街の岡山一番街を通り、ビックカメラのB1階につながっている。
新幹線専用改札口を出た時は左の突き当たりにあるエレベーターが岡山一番街につながっているので、これを利用する。
エレベーターは、岡山駅地下構内敷地に近接する岡山一番街内のファンケルの化粧品店と靴屋の間に降りてくる。ダイワロイネットホテルに行く場合は、ビックカメラ入ってすぐの風除室内左側のビックカメラ専用エレベーターまたは店舗内エスカレーターで5階の飲食店街まで行き、ホテル専用エレベーターに乗り換える。地上から行く場合は1階にホテル専用入り口と直通エレベーターがあるのでこちらを利用する。